# FIST (film)
Pour les articles homonymes, voir Fist.
Pour plus de détails, voir Fiche technique et Distribution.
F.I.S.T. (acronyme de Federation of Interstate Truckers (« fédération des routiers inter-États »). Signifie également « poing » en anglais.) est un film américain réalisé par Norman Jewison et sorti en 1978.

## Synopsis
À Cleveland en 1937, deux manutentionnaires, Johnny Kovak (Sylvester Stallone) et Abe Belkin (David Huffman), sont injustement licenciés. Ils deviennent alors membres de la Fédération des Camionneurs. Kovak prend petit à petit conscience de son influence sur les syndiqués. Au cours d'une grève longue et difficile, pour faire face aux milices patronales, il ne pourra qu'accepter l'aide du racketteur Vince Doyle (Kevin Conway), associé de l'Outfit de Chicago.

## Fiche technique
- Titre : F.I.S.T.
- Réalisation : Norman Jewison
- Scénario : Joe Eszterhas et Sylvester Stallone, d'après l'œuvre de Joe Eszterhas
- Direction artistique : Angelo P. Graham
- Décors : Richard Macdonald, George R. Nelson
- Costumes : Anthea Sylbert
- Photographie : László Kovács
- Montage : Graeme Clifford
- Musique : Bill Conti
- Production : Norman Jewison ; Gene Corman (exécutif) ; Patrick J. Palmer (associé)
- Société de production : Chateau Productions
- Société de distribution : United Artists
- Budget : 8 millions de dollars
- Pays de production :  États-Unis
- Langue : Anglais
- Genre : Drame
- Format : Couleur (Technicolor) - 35 mm (Panavision) - 1,85:1 - son mono
- Durée : 145 minutes
- Dates de sortie :
  - États-Unis : 13 avril 1978 (Los Angeles), 26 avril 1978 (New York)
  - France : 4 octobre 1978
- Affiche : Jouineau Bourduge (France)

## Distribution
- Sylvester Stallone (VF : Alain Dorval) : Johnny Kovak
- David Huffman (VF : François Leccia) : Abe Belkin
- Melinda Dillon (VF : Sylvie Feit) : Anna Zarinkas
- Kevin Conway (VF : Gérard Hernandez) : Vince Doyle
- Peter Boyle (VF : Pierre Garin) : Max Graham
- Rod Steiger (VF : Philippe Dumat) : le sénateur Andrew Madison
- Richard Herd (VF : William Sabatier) : Mike Monahan
- Tony Lo Bianco (VF : Serge Lhorca) : Babe Milano
- Henry Wilcoxon (VF : Louis Arbessier) : Win Talbot
- Cassie Yates (VF : Monique Thierry) : Molly
- Peter Donat (VF : Gabriel Cattand) : Arthur St. Clair
- John Lehne (VF : André Valmy) : M. Gant
- James Karen (VF : Henri Poirier) : Andrews
- Brian Dennehy (VF : Denis Savignat) : Frank Vasko
- Frank McRae (VF : Georges Atlas) : Lincoln Dombrowsky
- Judson Pratt : l'avocat de Kovak
- Anthony Kiedis : Kevin Kovak

## Production

### Scénario
Ce film est librement inspiré de la vie de Jimmy Hoffa, lui-même grand syndicaliste. Dirigeant des Teamsters, le syndicat des conducteurs routier américains, condamné pour corruption, il a ensuite mystérieusement disparu, probablement assassiné par la mafia de Chicago. La vie de Jimmy Hoffa a fait l'objet de deux autres films : Hoffa (1992), dans lequel le personnage était interprété par Jack Nicholson, et The Irishman (2020) où Hoffa est interprété par Al Pacino.

### Distribution
Anthony Kiedis, le chanteur du groupe Red Hot Chili Peppers, joue le rôle du fils de Johnny Kovak.
Brian Dennehy retrouvera Sylvester Stallone dans Rambo. Stallone et Rod Steiger joueront aussi dans le film L'Expert.

## Sortie

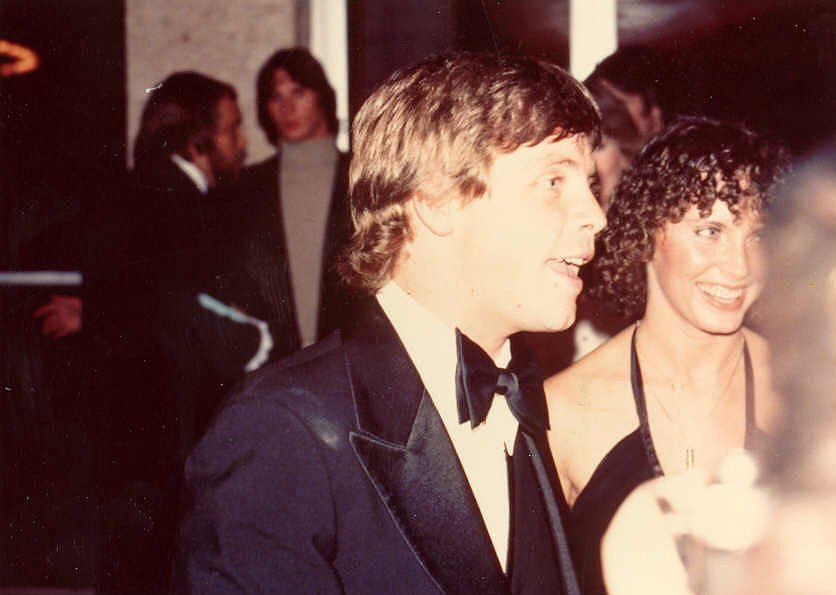
L'acteur Mark Hamill et sa femme à la première du film.

Le film est un succès critique[réf. nécessaire].

## Distinctions

### Nominations
- International Film Music Association Critics Awards 2005 : Meilleure sortie, nouvelle sortie ou meilleur réenregistrement d'une bande originale déjà existante pour Bill Conti et Robert Townson (Slow Dancing in the Big City)